# Gyári Munkás (lap)
Gyári Munkás – az aradi Lovrov-nyomda cégjelzésével 1929. október 22-én megjelent szakszervezeti lap. Kommunista befolyás alatt állt. Egyetlen száma ismeretes.